# ケープカナベラル空軍基地第32発射施設
ケープカナベラル空軍基地第32発射施設（ケープカナベラルくうぐんきち だい32はっしゃしせつ、英: Cape Canaveral Air Force Station Launch Complex 32, LC-32）はかつてアメリカ空軍が使用したケープカナベラル空軍基地の発射施設。
1959年にアメリカ空軍がミニットマンミサイルの発射試験を行うためにLC-31と共に建造された。LC-32にはブロックハウスと発射台（32A）とミサイルサイロ（32B）があり、空軍は1961年から1970年にかけてLC-32Bから53基の弾道ミサイルを発射した。LC-32Aが使用された記録はない。
現在サービスタワーは撤去され、サイロもチャレンジャーの残骸と共に埋められた。